# Lista de faculdades e universidades nos Estados Unidos por dotação

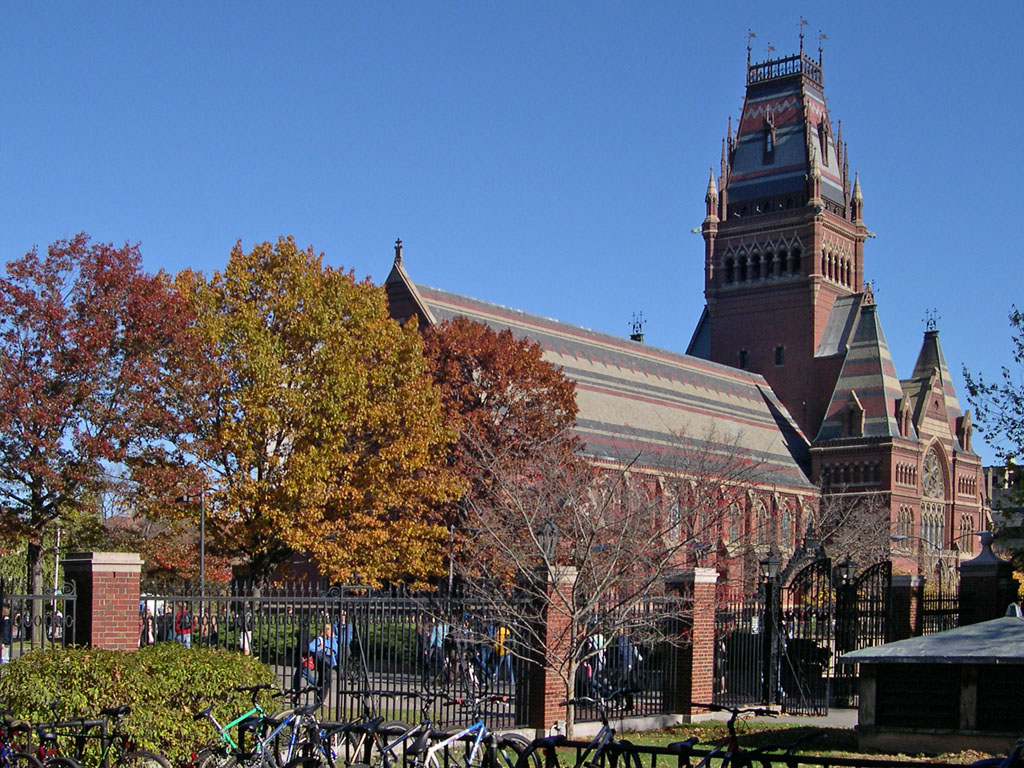
A Universidade de Harvard tem o maior patrimônio do mundo (foto do Annenberg Hall).

Muitas instituições de ensino superior nos Estados Unidos mantêm dotações financeiras, somas de dinheiro que são investidas em ações, gerando retornos que financiam uma parte das despesas operacionais de uma instituição e ajudam a garantir sua sobrevivência perpétua.
As faculdades e universidades dos EUA mantêm algumas das maiores dotações do mundo e constituem a grande maioria das instituições educacionais com dotações superiores a 1 bilhão de dólares.
Em 2005, a tabela de dotações abaixo totalizou 219,37 bilhões de dólares. Em 2015, a tabela totalizou 394,96 bilhões, um aumento de 80%. Desde 2018, o total aumentou ainda mais para 479,23 bilhões.
A Associação Nacional de Oficiais de Negócios de Faculdades e Universidades mantém informações sobre doações de faculdades.

## Dotações atualmente maiores que 1 bilhão de dólares

### Escolas particulares
| Instituição                           | Estado               | dotação em 2019 (bilhões de dólares) |
| ------------------------------------- | -------------------- | ------------------------------------ |
| Harvard University                    | Massachusetts        | $40.58                               |
| Yale University                       | Connecticut          | $31.20                               |
| Stanford University                   | California           | $28.90                               |
| Princeton University                  | New Jersey           | $26.56                               |
| Massachusetts Institute of Technology | Massachusetts        | $18.50                               |
| Washington University in St. Louis    | Missouri             | $15.30                               |
| University of Pennsylvania            | Pennsylvania         | $14.88                               |
| University of Notre Dame              | Indiana              | $11.96                               |
| Columbia University                   | New York             | $11.26                               |
| Northwestern University               | Illinois             | $10.93                               |
| Duke University                       | North Carolina       | $8.47                                |
| University of Chicago                 | Illinois             | $8.20                                |
| Emory University                      | Georgia              | $7.94                                |
| Cornell University                    | New York             | $7.22                                |
| Vanderbilt University                 | Tennessee            | $6.92                                |
| Johns Hopkins University              | Maryland             | $6.75                                |
| Rice University                       | Texas                | $6.16                                |
| Dartmouth College                     | New Hampshire        | $5.98                                |
| University of Southern California     | California           | $5.91                                |
| Brown University                      | Rhode Island         | $4.38                                |
| New York University                   | New York             | $4.32                                |
| California Institute of Technology    | California           | $2.84                                |
| Williams College                      | Massachusetts        | $2.84                                |
| Carnegie Mellon University            | Pennsylvania         | $2.67                                |
| Boston College                        | Massachusetts        | $2.58                                |
| Amherst College                       | Massachusetts        | $2.57                                |
| University of Richmond                | Virginia             | $2.41                                |
| University of Rochester               | New York             | $2.33                                |
| Boston University                     | Massachusetts        | $2.30                                |
| Rockefeller University                | New York             | $2.29                                |
| Wellesley College                     | Massachusetts        | $2.29                                |
| Pomona College                        | California           | $2.26                                |
| Swarthmore College                    | Pennsylvania         | $2.10                                |
| Grinnell College                      | Iowa                 | $2.09                                |
| Brigham Young University              | Utah                 | $1.97                                |
| Smith College                         | Massachusetts        | $1.91                                |
| Tufts University                      | Massachusetts        | $1.89                                |
| Georgetown University                 | District of Columbia | $1.86                                |
| Case Western Reserve University       | Ohio                 | $1.85                                |
| George Washington University          | District of Columbia | $1.80                                |
| Bowdoin College                       | Maine                | $1.78                                |
| Liberty University                    | Virginia             | $1.71                                |
| Texas Christian University            | Texas                | $1.68                                |
| Southern Methodist University         | Texas                | $1.65                                |
| Washington and Lee University         | Virginia             | $1.63                                |
| Tulane University                     | Louisiana            | $1.45                                |
| Lehigh University                     | Pennsylvania         | $1.39                                |
| Syracuse University                   | New York             | $1.39                                |
| Baylor University                     | Texas                | $1.39                                |
| Wake Forest University                | North Carolina       | $1.35                                |
| Trinity University                    | Texas                | $1.27                                |
| Berea College                         | Kentucky             | $1.25                                |
| Medical College of Wisconsin          | Wisconsin            | $1.23                                |
| Baylor College of Medicine            | Texas                | $1.20                                |
| Saint Louis University                | Missouri             | $1.20                                |
| Middlebury College                    | Vermont              | $1.13                                |
| Vassar College                        | New York             | $1.10                                |
| University of Tulsa                   | Oklahoma             | $1.07                                |
| Brandeis University                   | Massachusetts        | $1.07                                |
| Northeastern University               | Massachusetts        | $1.07                                |
| Wesleyan University                   | Connecticut          | $1.05                                |
| University of Miami                   | Florida              | $1.05                                |
| Loma Linda University                 | California           | $1.04                                |
| Santa Clara University                | California           | $1.03                                |
| Hamilton College                      | New York             | $1.02                                |

### Escolas públicas

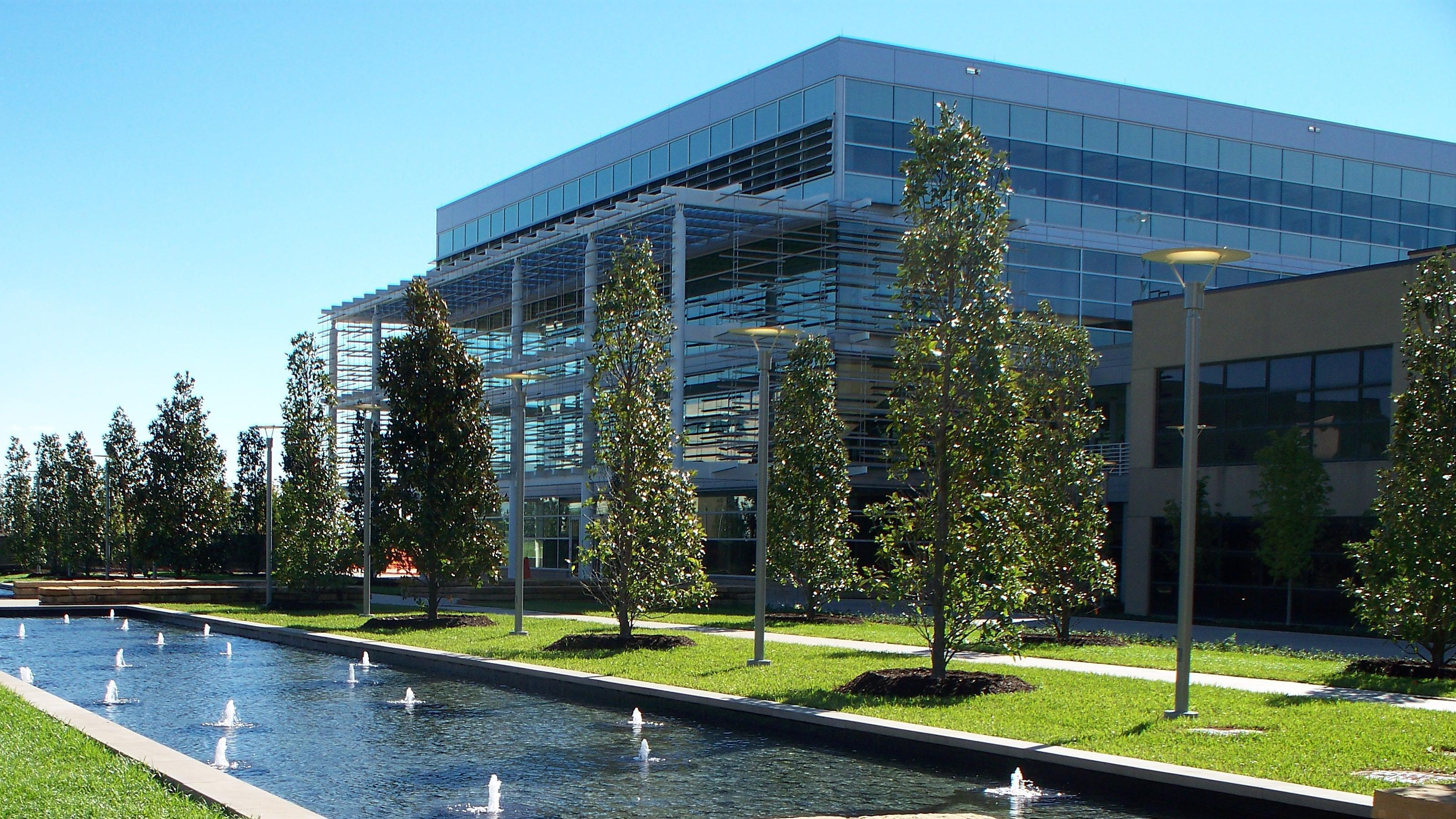
A Universidade do Texas tem a maior dotação de todo o sistema de qualquer instituição de ensino superior pública americana (edifício UT Dallas Student Services na foto).

| Instituição                                 | Estado         | dotação em 2019 (bilhões de dólares) |
| ------------------------------------------- | -------------- | ------------------------------------ |
| University of Texas System                  | Texas          | $30.96                               |
| Texas A&M University System                 | Texas          | $13.59                               |
| University of Michigan                      | Michigan       | $12.48                               |
| University of California                    | California     | $12.14                               |
| University of Virginia                      | Virginia       | $7.26                                |
| University of Houston                       | Texas          | $1.01                                |
| Ohio State University                       | Ohio           | $5.28                                |
| Pennsylvania State University               | Pennsylvania   | $3.40                                |
| University of Pittsburgh                    | Pennsylvania   | $4.17                                |
| University of Minnesota                     | Minnesota      | $3.87                                |
| University of North Carolina at Chapel Hill | North Carolina | $3.71                                |
| University of Wisconsin–Madison             | Wisconsin      | $3.15                                |
| Michigan State University                   | Michigan       | $3.07                                |
| University of Washington                    | Washington     | $3.08                                |
| University of California, Los Angeles       | California     | $2.88                                |
| Purdue University                           | Indiana        | $2.59                                |
| Indiana University                          | Indiana        | $2.43                                |
| University of Illinois system               | Illinois       | $2.40                                |
| Georgia Institute of Technology             | Georgia        | $2.17                                |
| University of California, Berkeley          | California     | $2.12                                |
| Virginia Commonwealth University            | Virginia       | $1.99                                |
| University of California, San Francisco     | California     | $2.01                                |
| University of Florida                       | Florida        | $1.85                                |
| University of Kansas                        | Kansas         | $1.81                                |
| University of Oklahoma                      | Oklahoma       | $1.74                                |
| University of Missouri                      | Missouri       | $1.73                                |
| University of Iowa                          | Iowa           | $2.53                                |
| University of Alabama                       | Alabama        | $1.42                                |
| Rutgers University                          | New Jersey     | $1.48                                |
| University of Delaware                      | Delaware       | $1.45                                |
| University of Cincinnati                    | Ohio           | $1.40                                |
| University of Colorado                      | Colorado       | $1.53                                |
| University of Maryland System & Foundation  | Maryland       | $1.50                                |
| University of Nebraska                      | Nebraska       | $1.44                                |
| University of Kentucky                      | Kentucky       | $1.31                                |
| North Carolina State University             | North Carolina | $1.42                                |
| Virginia Tech Foundation                    | Virginia       | $1.34                                |
| University of Tennessee system              | Tennessee      | $1.34                                |
| University of Georgia & Related Foundations | Georgia        | $1.36                                |
| Texas Tech University                       | Texas          | $1.28                                |
| University of Utah                          | Utah           | $1.07                                |
| University of California Irvine             | California     | $1.04                                |
| University of Arkansas Foundation           | Arkansas       | $1.21                                |
| Iowa State University                       | Iowa           | $1.10                                |
| Washington State University                 | Washington     | $1.08                                |
| Oklahoma State University                   | Oklahoma       | $1.21                                |

## Dotações por aluno acima de 1 milhão de dólares

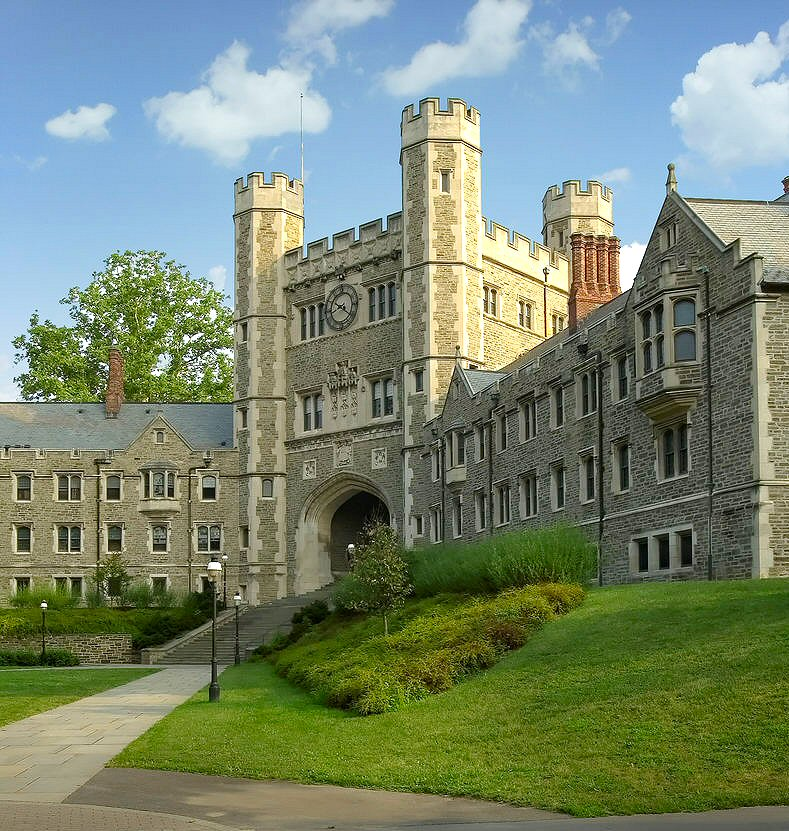
A Universidade de Princeton tem a maior doação por aluno dos Estados Unidos (foto do Blair Hall).

| Classificação | Instituição                              | Dotação per capita (2017) |
| ------------- | ---------------------------------------- | ------------------------- |
| 1             | Universidade de Princeton                | $2.864.026                |
| 2             | Soka University of America               | $2.785.613                |
| 3             | Universidade de Yale                     | $1.864.075                |
| 4             | Universidade de Stanford                 | $1.562.919                |
| 5             | Universidade de Harvard                  | $1.546.888                |
| 6             | Instituto de Tecnologia de Massachusetts | $1.431.191                |
| 7             | Pomona College                           | $1.340.629                |
| 8             | Swarthmore College                       | $1.298.813                |
| 9             | Instituto de Tecnologia da Califórnia    | $1.296.611                |
| 10            | Amherst College                          | $1.230.609                |
| 11            | Williams College                         | $1.204.157                |
| 12            | Grinnell College                         | $1.177.767                |
| 13            | Olin College                             | $1.100.455                |
| 14            | Juilliard School                         | $1.019.944                |